# 136. brigada HV
136. brigada Hrvatske vojske osnovana je 28. listopada 1991. godine temeljem zapovijedi načelnika GS OSRH, ista se popunjava iz Uprave i Ureda za obranu Slatina. 

## Ratni put
Brigada je nastala na temelju 64. samostalnog bataljuna ZNG koji je osnovan početkom Domovinskog rata u kolovozu 1991. Ispočetka naoružanja je bilo vrlo malo i bataljun se tek naoružao zauzimanjem vojarne neprijateljske JNA u Slatini i okolnih karaula Noskovci i Kapinci uz rijeku Dravu i državnu granicu s Mađarskom. Tokom kolovoza uspostavljena je linija obrane prema brdskom dijelu općine u dužini četrdesetak km, a gdje su srpski pobunjenici prekinili prometnu komunikaciju i počinju s prvim napadima. Početkom rujna točnije 3.9.1991. u selima Četekovac, Balinci i Čojlug srpske snage masakriraju 21 osobu (Pokolj u Četekovcu 3. rujna 1991.). Nakon toga srpske snage u više navrata pokušavaju presjeći Podravsku magistralu i željezničku prugu Virovitica- Našice -Osijek jedine prometnice tada prema istočnoj Slavoniji. U više navrata vrše pješačke napade prema Slatini i selima Bistrica i Mikleušu. Krajem studenog 1991. nakon većeg naoružavanja i formiranja brigade prelazi se u ofenzivna djelovanja prema okupiranim dijelovima (Operacija Orkan '91.). 136. brigada djeluje na oslobađanju sela na potezu Hum- Ćeralije, a 15. prosinca pripadnici brigade ulaze u Voćin. U Voćinu i okolici pronalaze 44 ubijena i masakrirana stanovnika hrvatske nacionalnosti, te miniranu do temelja crkvu Majke Božje Voćinske i razrušene obiteljske kuće. Brigada nastavlja dalje s protjerivanjem neprijatelja u pravcu Zvečevo – Kamenska, te prema Bučju gdje se spaja sa 127. brigadom HV iz Virovitice. Nakon Sarajevskog primirja, a početkom siječnja 1992. brigada prelazi na istočnoslavonsko ratište uz rijeku Dravu na potezu Petrijevci – Nard nedaleko Valpova. Krajem travnja 1992. brigada se nalazi u obrani Posavine, a u lipnju 1992. prelazi na vinkovačko ratište u područje Borinaca. Krajem kolovoza brigada se vraća u Slatinu i većina pripadnika biva demobilizirana, a veliki broj pripadnika brigade prelazi je u gardijske brigade u 5. gardijsku brigadu "Sokolovi", 3. gardijsku brigadu "Kune", te kasnije u 81. gardijska bojna HV "Kumovi" i druge postrojbe.
Kroz brigadu je prošlo 2500 branitelja, poginulo je 34 pripadnika, a više od 148 je bilo ranjenih.

## Odlikovanja
Brigada je odlikovana Redom Nikole Šubića Zrinskog za iskazano junaštvo njezinih pripadnika u Domovinskom ratu, a povodom 15. obljetnice Oružanih snaga Republike Hrvatske. Brigada je odlikovana i Zlatnom plaketom grada Slatine.

## Ostalo
U centru Slatine park nosi naziv Park 136. slatinske brigade. 

## Vanjske poveznice
- http://www.vpz.hr